# Église San Giuseppe delle Scalze a Pontecorvo
L'église San Giuseppe delle Scalze a Pontecorvo (Saint-Joseph-des-Déchaussées-de-Pontecorvo) est une église du centre historique de Naples située salita Pontecorvo. Elle est consacrée à saint Joseph.

## Histoire

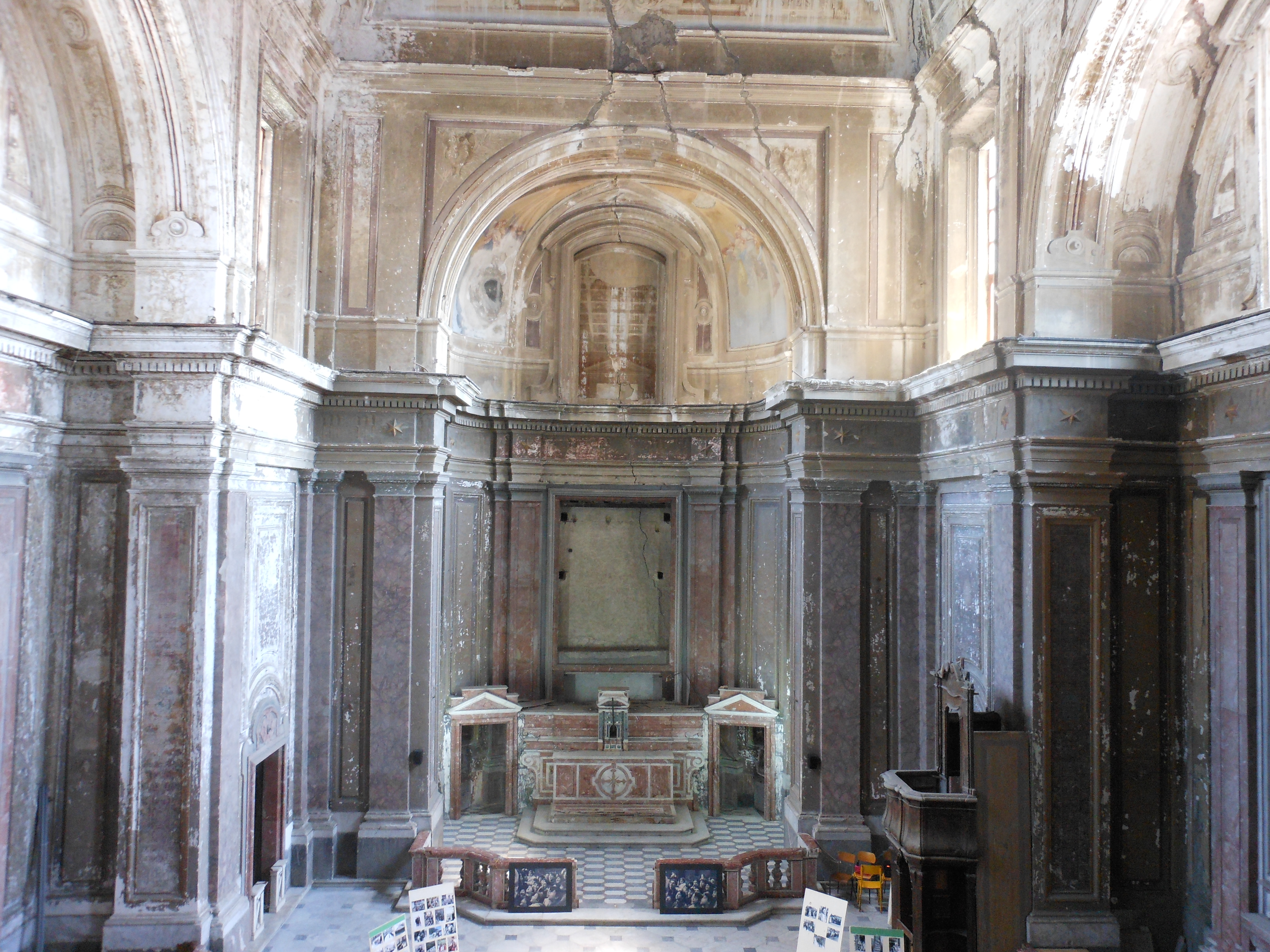
Intérieur de l'église

L'église est construite en 1619 à l'emplacement du palazzo Spinelli a Pontecorvo. Elle est remaniée de manière importante entre 1643 et 1660 par Cosimo Fanzago.
Giovanni Battista Manni (it) est l'auteur de la nouvelle décoration intervenue en 1709. L'église est décorée à nouveau en 1903 après l'écroulement de la voûte, ce qui altère la façade et l'intérieur.
L'église appartient d'abord aux carmélites déchaussées, puis elle est confiée aux barnabites.
Le tremblement de terre de 1980 provoque l'effondrement de la toiture et du contre-toit revêtu de fresques, ce qui détériore l'intérieur. Le toit actuel date des années 1990; mais entre-temps l'église a souffert de graves dégradations et de cambriolages faisant disparaître des objets sacrés, des décorations, des marbres et le balustre. L'hypogée a même été profané.
L'église nécessite une restauration urgente, notamment de la façade. L'église n'est pas déconsacrée, mais le culte n'y est plus célébré. Tout son mobilier et ses ornements ont disparu à l'exception de l'autel majeur et de la table de communion. Des associations en assurent la visite par intermittence, notamment avec des parcours ludiques pour les enfants afin d'en expliquer l'architecture.

## Description

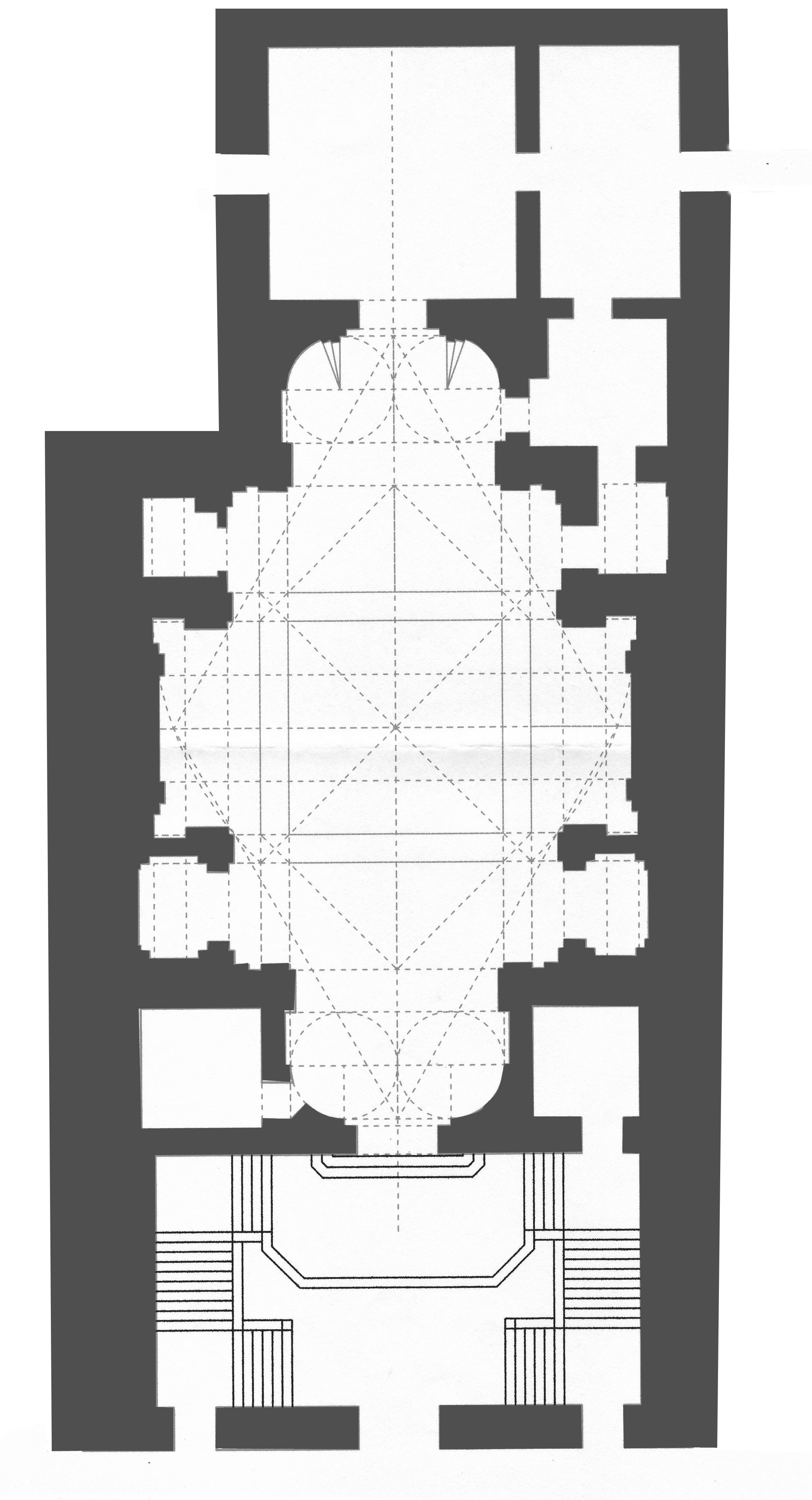
Plan de l'église

La façade est composée de trois registres : le premier avec le portail d'entrée est flanqué d'ouvertures régulières; entre le premier et le second se trouve une corniche marcapiano qui s'interrompt en correspondance avec les degrés qui servent de bases aux lésènes. le second ordre est partagé en trois par des lésènes avec trois ouvertures en serlienne qui illuminent l'intérieur. Devant chacune des ouvertures se dresse une statue : celle de saint Joseph au milieu, celle de saint Pierre d'Alcantara à droite et celle de sainte Thérèse d'Avila à gauche. Des bustes en médaillon sont disposés au-dessus et des angelots entourent le blason central. le dernier registre comprend trois fenêtres dont la fenêtre centrale est surmontée du tympan qui reprend en plus grand celui du portail. On remarque un fronton en tuf. 
L'atrium rehaussé se trouve au-dessus du cimetière des religieux. 
L'escalier est à deux rampes avec une balustrade finement sculptée. Une voûte croisée recouvre la partie centrale, tandis que les bas-côtés sont recouverts d'une voûte en berceau. L'accès à l'église se fait dans le second registre de la façade. 
L'intérieur s'inscrit dans une croix grecque avec quatre chapelles d'angle, tandis que la planimétrie est circonscrite dans un losange (rhombe) dont l'axe majeur va de l'entrée à l'abside et l'axe mineur correspond au transept. 
L'église abritait un tableau de Luca Giordano, représentant Saint Joseph avec Jésus de 1660, qui se trouve aujourd'hui au musée de Capodimonte et sur l'autel de gauche et l'autel de droite deux tableaux de Francesco di Maria représentant Le Calvaire et Sainte Thérèse avec saint Pierre d'Alcantara qui se trouvent aujourd'hui au musée de la chartreuse de San Martino. 

## Source de la traduction
- (it) Cet article est partiellement ou en totalité issu de l’article de Wikipédia en italien intitulé « Chiesa di San Giuseppe delle Scalze a Pontecorvo » (voir la liste des auteurs).